# トリンチャット

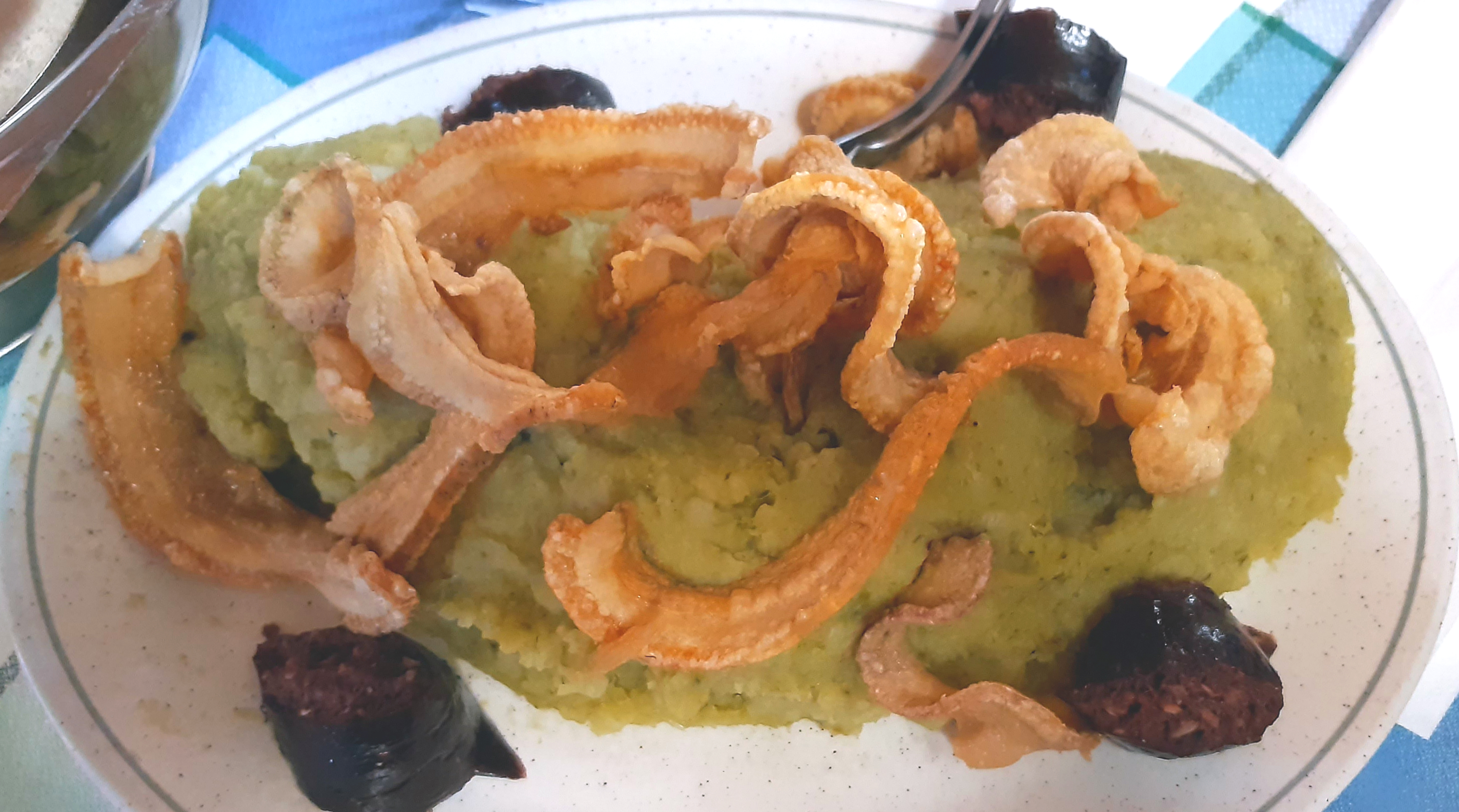
ベーコンと黒ソーセージのトリンチャット

トリンチャット（カタルーニャ語: Trinxat）はピレネー山脈にあるアンドラ公国の名物料理。
マッシュポテト、キャベツ、ベーコンを用いたトルティージャのような料理で、通常は冬に食されている。
スペインカタルーニャ州の山岳地帯でも食されている。地方によってはラム肉を入れたり、チーズを添える。